# Julia Kodaneck
Julia Kodaneck (* 29. Juni 1986 in Freiberg) ist eine deutsche Judoka.

## Erfolge
Sie erreichte Bronze im 2. Behinderten-Cup im Judo beim Internationalen Turnier in Ludwigsburg 2009. Im Juni 2010 erkämpfte sie bei den deutschen Special Olympics in Bremen den ersten Platz bei den Damen in der Gewichtsklasse 55 kg und wurde damit Deutsche Meisterin. 2011 wurde sie zur Sportlerin des Jahres 2010 im Kreis Mittelsachsen gewählt. Sie ist Mitglied im BSC Freiberg. Julia Kodaneck wohnt in Weißenborn, Sachsen.